# 克拉里登山
46°50′31.5″N 08°52′16.5″E / 46.842083°N 8.871250°E

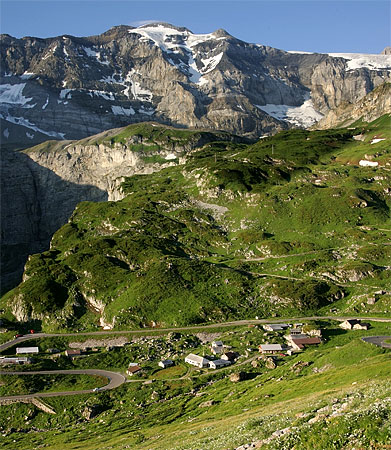

克拉里登山（Clariden），是瑞士的山峰，位於該國東南部，處於格勞賓登州和烏里州之間接壤的邊界，屬於格拉魯斯山的一部分，海拔高度3,267米，人類首次在1863年8月13日登頂。

## 外部連結
- Clariden on Summitpost （页面存档备份，存于）
- Clariden on Hikr （页面存档备份，存于）